# Mohunia introspina
Mohunia introspina är en insektsart som beskrevs av Chen och Yang. Mohunia introspina ingår i släktet Mohunia och familjen dvärgstritar. Inga underarter finns listade i Catalogue of Life.